# Darius Kampa
Darius Kampa (ur. 16 stycznia 1977 w Kędzierzynie-Koźlu) – niemiecki piłkarz pochodzenia polskiego występujący na pozycji bramkarza.

## Kariera klubowa
Kampa karierę rozpoczął jako junior w OSiR-ze Racibórz. W wieku 10 lat emigrował z rodzicami do Niemiec Zachodnich. Wówczas został zawodnikiem juniorów FC Augsburg. W 1995 roku został włączony do pierwszej drużyna Augsburga, grającej w Regionallidze Süd. Spędził w niej trzy lata. W sumie rozegrał tam 54 spotkania.
W 1998 roku przeszedł do pierwszoligowego 1. FC Nürnberg. Od czasu przyjścia do klubu, był rezerwowym bramkarzem dla Andreasa Hilfikera i Andreasa Köpke. W Bundeslidze zadebiutował 27 września 1998 w przegranym 2:3 meczu z Eintrachtem Frankfurt. W sezonie 1998/1999 zajął z klubem 16. miejsce w lidze i spadł z nim do drugiej ligi. Wówczas po odejściu Hilfikera, stał się drugim bramkarzem drużyny. W sezonie 2000/2001 zajął z klubem 1. miejsce w lidze i awansował z nim do Bundesligi. Od początku następnego sezonu został pierwszym bramkarzem zespołu. W sezonie 2003/2004 ponownie spadł z klubem do drugiej ligi. Wówczas stał się rezerwowym bramkarzem dla Raphaela Schäfera. W 1. FC Nürnberg grał do 2004 roku.
Latem 2004 przeszedł do pierwszoligowej Borussii Mönchengladbach. W jej barwach zadebiutował 8 sierpnia 2004 w bezbramkowo zremisowanym pojedynku z Arminią Bielefeld. Od czasu debiutu był tam pierwszym bramkarzem, ale w styczniu 2005 po przyjściu do Borussii Kaseya Kellera stał się tam rezerwowym.
W sierpniu 2006 roku podpisał kontrakt z węgierskim Zalaegerszegi TE. Spędził tam pół roku. W tym czasie zagrał tam w 9 meczach ligowych. W styczniu 2007 przeszedł do austriackiego Sturmu Graz. Grał tam do lipca 2007, jednak nie rozegrał tam żadnego spotkania. W lipcu 2007 roku powrócił do Niemiec, gdzie został zawodnikiem trzecioligowego SpVgg Unterhaching. Od przyjścia do klubu był jego podstawowym graczem, występował z nr 1 na koszulce. W klubie tym Kampa zakończył swoją karierę piłkarską.

## Kariera reprezentacyjna
Kampa rozegrał 3 spotkania w reprezentacji Niemiec U-21.